# 4647 Syuji
A 4647 Syuji (ideiglenes jelöléssel 1931 TU1) a Naprendszer kisbolygóövében található aszteroida. Karl Wilhelm Reinmuth fedezte fel 1931. október 9-én.